# Новоолександрівка (Казанківська селищна громада)
Новоолекса́ндрівка — село в Україні, у Казанківській селищній громаді Баштанського району Миколаївської області. Населення становить 58 осіб.

## Географія
У селі бере початок Балка Сагайдачок.